# Quel maledetto treno blindato
Quel maledetto treno blindato (in Nederland destijds uitgebracht als Opdracht voor vijf veroordeelden) is een Italiaanse film uit 1978 van Enzo G. Castellari. De film is vermoedelijk bekender onder zijn Engelse titels Deadly Mission of The Inglorious Bastards. De film diende als inspiratiebron voor de film Inglourious Basterds (2009) van Quentin Tarantino.

## Verhaal
Tijdens de Tweede Wereldoorlog worden enkele Amerikaanse soldaten door de militaire politie naar de gevangenis geleid. Sommigen onder hen hadden moorden gepleegd of waren gedeserteerd. Hun vervoer komt onder vuur te liggen en vijf gevangenen weten te ontsnappen. Ze besluiten naar Zwitserland te trekken omdat het daar volgens hen veilig is. Zonder het goed en wel te beseffen, melden ze zich aan voor een dodelijke missie. Ze moeten een V2 stelen in dienst van de Franse verzetsbeweging. Ze moeten binnendringen in een streng bewaakte pantsertrein van de nazi's. Daar moeten ze de bom stelen en vervolgens terugkeren zonder opgemerkt te worden door hun eigen landgenoten, die nog steeds naar hen op zoek zijn.

## Rolverdeling
| Acteur             | Personage                      |
| ------------------ | ------------------------------ |
| Bo Svenson         | Luitenant Robert Yeager        |
| Peter Hooten       | Tony                           |
| Fred Williamson    | Soldaat Fred Canfield          |
| Michael Pergolani  | Nick                           |
| Jackie Basehart    | Berle                          |
| Raimund Harmstorf  | Adolf Sachs                    |
| Michel Constantin  | Véronique                      |
| Debra Berger       | Nicole                         |
| Joshua Sinclair    | Sergeant                       |
| Ian Bannen         | Kolonel Charles Thomas Buckner |
| Manfred Freyberger | SS-commandant                  |
| Mike Morris        | Kolonel Hauser                 |
| Donald O'Brien     | SS-konvooicommandant           |
| Peter Boom         | Duits officier in trein        |

## Trivia
- Deze oorlogsfilm diende als inspiratiebron voor de film Inglourious Basterds (2009) van Quentin Tarantino. De titel van deze film is een verwijzing naar de Engelse vertaling van de werktitel van Quel maledetto treno blindato. Die werktitel was Bastardi senza gloria, in het Engels vertaald als Bastards Without Glory (of dus Inglorious Bastards).
- Andere titels van Quel maledetto treno blindato zijn: Deadly Mission, Counterfeit Commandos, G.I. Bro, Hell's Heroes, The Dirty Bastard en Commando Bastards.
- Quel maledetto treno blindato behoort tot een genre dat de geschiedenis met een korreltje zout neemt en de actie en heldhaftigheid van de oorlog romantiseert. Andere bekende films in dit genre zijn: The Dirty Dozen (1967), Where Eagles Dare (1968) en Kelly's Heroes (1970).